# Liste der Monuments historiques in Larchant
Die Liste der Monuments historiques in Larchant führt die Monuments historiques in der französischen Gemeinde Larchant auf.

## Liste der Bauwerke
| Bezeichnung              | Beschreibung | Standort               | Kennzeichnung | Schutzstatus | Datum | Bild           |
| ------------------------ | ------------ | ---------------------- | ------------- | ------------ | ----- | -------------- |
| Abri                     |              | (Lage)                 | PA00087052    | Classé       | 1953  |                |
| Basilika St-Mathurin     |              | (Lage)                 | PA00087053    | Classé       | 1846  | weitere Bilder |
| Bauernhof mit Taubenturm |              | (Lage)                 | PA00087054    | Inscrit      | 1981  | weitere Bilder |
| Hôtel du Pèlerin         |              | Rue des Sablons (Lage) | PA00087055    | Inscrit      | 1926  | weitere Bilder |

## Liste der Objekte
Zum Verständnis siehe: Kirchenausstattung
| Bezeichnung                                                                                                   | Beschreibung                                                   | Standort                         | Kennzeichnung | Schutzstatus | Datum | Bild           |
| --- | -------------------------------------------------------------- | -------------------------------- | ------------- | ------------ | ----- | -------------- |
| Skulptur Saint Michel                                                                                         | Stein, 14. Jahrhundert                                         | in der Kirche St-Mathurin (Lage) | PM77000928    | Classé       | 1948  | weitere Bilder |
| Grabplatte | Stein, 14. Jahrhundert                                         | in der Kirche St-Mathurin (Lage) | PM77000932    | Classé       | 1987  |                |
| Zwei Skulpturen: Maria und Saint Jean                                                                         | Holz, erstes Viertel des 17. Jahrhunderts                      | in der Kirche St-Mathurin (Lage) | PM77000923    | Classé       | 1938  | weitere Bilder |
| Fragment einer Skulptur Kopf von Maria                                                                        | Stein, 16. Jahrhundert                                         | in der Kirche St-Mathurin (Lage) | PM77000931    | Classé       | 1948  |                |
| Skulptur Saint Mathurin                                                                                       | Holz, 13. Jahrhundert                                          | in der Kirche St-Mathurin (Lage) | PM77001958    | Classé       | 1906  | weitere Bilder |
| Skulpturengruppe Pietà                                                                                        | Holz, 15. Jahrhundert                                          | in der Kirche St-Mathurin (Lage) | PM77000917    | Classé       | 1906  |                |
| Skulptur Saint Mathurin                                                                                       | Holz, 15. Jahrhundert                                          | in der Kirche St-Mathurin (Lage) | PM77000922    | Classé       | 1938  | weitere Bilder |
| Kasel | Stoff, 18. Jahrhundert                                         | in der Kirche St-Mathurin (Lage) | PM77000925    | Classé       | 1939  |                |
| Skulptur einer Heiligen                                                                                       | Holz, Mitte des 14. Jahrhunderts                               | in der Kirche St-Mathurin (Lage) | PM77004920    | Inscrit      | 2009  |                |
| Prozessionsstange                                                                                             | Holz, bemalt, um 1800                                          | in der Kirche St-Mathurin (Lage) | PM77004094    | Inscrit      | 1982  |                |
| Beschläge der Sakristeitür                                                                                    | Metall, 13. Jahrhundert                                        | in der Kirche St-Mathurin (Lage) | PM77000915    | Classé       | 1996  |                |
| Zwei Skulpturen: Heiliger Vincent und Heiliger Nicolas (gestohlen in der Nacht vom 10. zum 11. November 1982) | Stein, 15. Jahrhundert                                         | in der Kirche St-Mathurin (Lage) | PM77000918    | Classé       | 1906  |                |
| Skulptur Saint Mathurin                                                                                       | Holz, 16. Jahrhundert                                          | in der Kirche St-Mathurin (Lage) | PM77000919    | Classé       | 1906  | weitere Bilder |
| Gemälde La Résurrection du fils de la veuve de Naïm                                                           | 1691, von Simon Guillebaut (1643–1708)                         | in der Kirche St-Mathurin (Lage) | PM77000921    | Classé       | 1906  | weitere Bilder |
| Zwei Schlusssteine                                                                                            | Stein, 14. Jahrhundert                                         | in der Kirche St-Mathurin (Lage) | PM77000927    | Classé       | 1948  | weitere Bilder |
| Skulptur eines Bischofs                                                                                       | Holz, 16. Jahrhundert                                          | in der Kirche St-Mathurin (Lage) | PM77000929    | Classé       | 1948  |                |
| Truhe | Holz, 15. Jahrhundert                                          | in der Kirche St-Mathurin (Lage) | PM77000930    | Classé       | 1948  |                |
| Kreuz | Holz, 14. Jahrhundert                                          | in der Kirche St-Mathurin (Lage) | PM77000916    | Classé       | 1906  |                |
| Retabel | Stein, 15. Jahrhundert                                         | in der Kirche St-Mathurin (Lage) | PM77000920    | Classé       | 1906  | weitere Bilder |
| Drei Kasel | Seide, 18. Jahrhundert                                         | in der Kirche St-Mathurin (Lage) | PM77000924    | Classé       | 1939  |                |
| Glocke | Bronze, 1698 gegossen                                          | in der Kirche St-Mathurin (Lage) | PM77000926    | Classé       | 1942  |                |
| Bank des Kirchenvorstands                                                                                     | Holz, 18. Jahrhundert                                          | in der Kirche St-Mathurin (Lage) | PM77004092    | Inscrit      | 1982  |                |
| Skulptur der heiligen Maria Magdalena                                                                         | Holz, 16. Jahrhundert                                          | in der Kirche St-Mathurin (Lage) | PM77004281    | Inscrit      | 1984  |                |
| Reliquiar | Holz, vergoldet, erste Hälfte des 19. Jahrhunderts (gestohlen) | in der Kirche St-Mathurin (Lage) | PM77004093    | Inscrit      | 1982  |                |